# شهرستان دونژا دوبراوا
شهرستان دونژا دوبراوا (به لاتین: Donja Dubrava) یک منطقهٔ مسکونی در کرواسی است که در شهرستان مجیموریه واقع شده‌است. شهرستان دونژا دوبراوا ۱۹٫۱۶ کیلومتر مربع مساحت و ۱٬۹۲۰ نفر جمعیت دارد.